# Тимонов, Михаил Иванович
Михаил Иванович Тимонов (5 [17] февраля 1863, Ставрополь — 1931, Каменец-Подольский) — русский военный, генерал-майор, один из активных участников Белого движения.

## Биография
Родился 17 февраля 1863 года в Ставрополе.
В 1884 году окончил 2-е военное Константиновское училище, выпущен в 74-й пехотный Ставропольский полк. Командирован в Офицерскую стрелковую школу в Петербург, в связи с чем сдал роту 20 января 1900. По окончании курса школы с оценкой «успешно» вернулся в полк и вновь принял 4-ю роту — 12 сентября 1900 г.
Командирован в Ляоян в резерв Манчжурской армии 7 августа 1904. Зачислен в 3-й Восточно-Сибирский полк 7 октября 1904 г. Заведующий хозяйством полка — с 5 августа 1905 г. по 9 мая 1908 г.
Переведён на службу в 74-й пехотный Ставропольский полк 11 апреля 1908 г. (дата приказа). Назначен командиром 3-го батальона полка 1 августа 1908 г. Находился в походах и делах против Японии в составе войск 1-го Сибирского армейского корпуса с 29 сентября 1904 г. по день мирного договора 23 августа 1905 г. В бою на р. Хунже контужен пулей и шрапнелью на границе верхней и средней трети левого бедра.
Участник мировой войны. Командир 428-го пехотного Лодейнопольского полка с 22.03.1916.
Участник Белого движения на востоке России. 13.07.1918 назначен начальником частей войск Народной армии КОМУЧа, формируемых в Уфе. В августе 1918 начальник 4-й стрелковой дивизии. 24.11.1918 отчислен от командования с назначением в распоряжение командующего войсками Самарской группы войск, ген. для поручений при командующем группой. 01.01.1919 допущен к временному исполнению должности генерала для поручений при командующем Западной армией войск адмирала Колчака. Затем назначен помощником начальника снабжения Западной армии. 01.09.1919 получил выговор в приказе командования армий Восточного фронта.
Эмигрант. В 1922—1924 годах был редактором издававшегося в Берлине журнала «Война и мир», вокруг которого группировались представители эмиграции сменовеховского направления (сменён на этом посту генералом А. К. Келчевским). Впоследствии вернулся в СССР. Значится в Книге учета лиц, состоявших на особом учёте бывших белых офицеров в органах ГПУ Украины как генерал-майор армии Колчака (взят на учёт Московским ГПУ). Проживал в Умани. Умер в Каменце-Подольском.